# 岐阜県道361号可児川停車場日本ライン公園線
岐阜県道361号可児川停車場日本ライン公園線（ぎふけんどう361ごう かにがわていしゃじょうにほんラインこうえんせん）は、岐阜県可児市の名鉄広見線 可児川駅から同市内の可児川下流域自然公園付近に至る道路（一般県道）である。

## 概要
一部区間は岐阜県道349号菅刈今渡線と重複する。
可児川駅から国道41号へ抜ける際の経路として利用される。また一部が東海自然歩道になっており、鳩吹山や可児川下流域自然公園へのハイキングの際にも利用される。

## 通過する自治体
- 岐阜県
  - 可児市

## 接続・交差する道路
- 国道41号
- 岐阜県道349号菅刈今渡線

## 沿線施設
- 名鉄広見線 可児川駅
- カヤバ岐阜南工場
- JCHO可児とうのう病院
- 可児川下流域自然公園：木曽川と可児川の合流地点に位置し、日本ラインの一角を成す。